# Teorema di Morley

Il teorema di Morley afferma che se ogni angolo del triangolo viene diviso in tre parti uguali da due trisettrici, allora il triangolo in viola è un triangolo equilatero.

In geometria, il teorema di Morley stabilisce che i punti di intersezione delle coppie di trisettrici degli angoli adiacenti allo stesso lato di un qualsiasi triangolo, sono i vertici di un triangolo equilatero, chiamato "primo triangolo di Morley" o più semplicemente "triangolo di Morley". Tale teorema fu enunciato per la prima volta nel 1899 dal matematico anglo-americano Frank Morley. Il teorema, chiamato anche "miracolo di Morley", per la sua generalità e semplicità, è stato oggetto poi di varie generalizzazioni, una delle quali mostra in particolare che, se tutte le trisecanti si intersecano, si ottengono altri quattro triangoli equilateri.

Il teorema di Morley è valido solo nell'ambito della geometria euclidea e non sussiste quindi né in quella sferica né in quella iperbolica.

## Dimostrazioni
Esistono molte dimostrazioni del teorema di Morley che utilizzano tecniche che vanno dalla geometria elementare, come nel caso della dimostrazione data da John Conway, in cui, a partire da un triangolo equilatero, si costruisce un altro triangolo che, alla fine, si può rendere simile a un triangolo qualsiasi (e il triangolo equilatero di partenza costituisce il suo triangolo di Morley), all'uso della trigonometria, all'utilizzo dei numeri complessi.

### Dimostrazione trigonometrica

Fig 1. Dimostrazione elementare del teorema di Morley.

Una delle dimostrazioni che si avvalgono della trigonometria parte dalla seguente identità:

| {\displaystyle \sin(3\theta )=4\sin \theta \sin(60^{\circ }+\theta )\sin(120^{\circ }+\theta )} | \| \| \| \| \| \| \| \| | [1] |
|                                                                                                 |                         |     |
|                                                                                                 |                         |     |
che, applicando la formula di addizione del seno, si può dimostrare essere uguale a quest'altra identità:
{\displaystyle \sin(3\theta )=-4\sin ^{3}\theta +3\sin \theta .}
La quale a sua volta può essere verificata applicando due volte la formula di addizione del seno al primo membro e poi utilizzando la formula :{\displaystyle \cos ^{2}\theta =1-\sin ^{2}\theta } per sostituire la funzione coseno.
Osservando la figura 1, si vede che sul lato {\displaystyle {\overline {BC}}} sono stati presi i punti {\displaystyle D,E,F}, e che, dato che la somma degli angoli interni di ogni triangolo è 180°, {\displaystyle 3\alpha +3\beta +3\gamma =180^{\circ }}, da cui {\displaystyle \alpha +\beta +\gamma =60^{\circ }.} Da questo consegue che gli angoli del triangolo {\displaystyle XEF} sono {\displaystyle \alpha ,(60^{\circ }+\beta ),} e {\displaystyle (60^{\circ }+\gamma ).}
Dalla figura 1 si vede anche che:

| {\displaystyle \sin(60^{\circ }+\beta )={\frac {\overline {DX}}{\overline {XE}}}} | \| \| \| \| \| \| \| \| | [2] |
|                                                                                   |                         |     |
|                                                                                   |                         |     |
e

| {\displaystyle \sin(60^{\circ }+\gamma )={\frac {\overline {DX}}{\overline {XF}}}.} | \| \| \| \| \| \| \| \| | [3] |
|                                                                                     |                         |     |
|                                                                                     |                         |     |
Inoltre,
{\displaystyle {\hat {AYC}}=180^{\circ }-\alpha -\gamma =120^{\circ }+\beta }
e

| {\displaystyle {\hat {AZB}}=120^{\circ }+\gamma .} | \| \| \| \| \| \| \| \| | [4] |
|                                                    |                         |     |
|                                                    |                         |     |
Applicando il teorema dei seni ai triangoli {\displaystyle AYC} e {\displaystyle AZB} si ottiene

| {\displaystyle \sin(120^{\circ }+\beta )={\frac {\overline {AC}}{\overline {AY}}}\sin \gamma } | \| \| \| \| \| \| \| \| | [5] |
|                                                                                                |                         |     |
|                                                                                                |                         |     |
e

| {\displaystyle \sin(120^{\circ }+\gamma )={\frac {\overline {AB}}{\overline {AZ}}}\sin \beta .} | \| \| \| \| \| \| \| \| | [6] |
|                                                                                                 |                         |     |
|                                                                                                 |                         |     |
L'altezza del triangolo {\displaystyle ABC} può essere espressa, utilizzando l'equazione [1] per sostituire {\displaystyle \sin(3\beta )} e {\displaystyle \sin(3\gamma )}, in due modi:
{\displaystyle h={\overline {AB}}\sin(3\beta )={\overline {AB}}\cdot 4\sin \beta \sin(60^{\circ }+\beta )\sin(120^{\circ }+\beta )}
e
{\displaystyle h={\overline {AC}}\sin(3\gamma )={\overline {AC}}\cdot 4\sin \gamma \sin(60^{\circ }+\gamma )\sin(120^{\circ }+\gamma ).}
Utilizzando ora le equazioni [2] e [5] nell'equazione della {\displaystyle \beta } e le equazioni [3] e [6] in quella della {\displaystyle \gamma }, si ottiene:
{\displaystyle h=4{\overline {AB}}\sin \beta \cdot {\frac {\overline {DX}}{\overline {XE}}}\cdot {\frac {\overline {AC}}{\overline {AY}}}\sin \gamma }
e
{\displaystyle h=4{\overline {AC}}\sin \gamma \cdot {\frac {\overline {DX}}{\overline {XF}}}\cdot {\frac {\overline {AB}}{\overline {AZ}}}\sin \beta }
Poiché i numeratori sono uguali:
{\displaystyle {\overline {XE}}\cdot {\overline {AY}}={\overline {XF}}\cdot {\overline {AZ}}}
o
{\displaystyle {\frac {\overline {XE}}{\overline {XF}}}={\frac {\overline {AZ}}{\overline {AY}}}.}
Poiché l'angolo {\displaystyle EXF} e l'angolo {\displaystyle ZAY} sono congruenti e i lati che formano questi angoli sono proporzionali, allora i triangoli {\displaystyle XEF} e {\displaystyle AZY} sono simili.
Ne consegue quindi che gli angoli {\displaystyle AYZ} e {\displaystyle XFE} sono congruenti e uguali a {\displaystyle (60^{\circ }+\gamma )},  mentre gli angoli {\displaystyle AZY} e {\displaystyle XEF} sono congruenti e uguali a {\displaystyle (60^{\circ }+\beta ).} Allo stesso modo si possono ricavare gli angoli alla base per i triangoli {\displaystyle BXZ} e {\displaystyle CYX.}
In particolare si trova che l'angolo {\displaystyle BZX} è pari a {\displaystyle (60^{\circ }+\alpha )} e, sempre dalla figura 1, si vede che:
{\displaystyle {\hat {AZY}}+{\hat {AZB}}+{\hat {BZX}}+{\hat {XZY}}=360^{\circ }.}
Sostituendo in base a quanto sopra detto e utilizzando l'equazione [4] per l'angolo {\displaystyle AZB} si ottiene:
{\displaystyle (60^{\circ }+\beta )+(120^{\circ }+\gamma )+(60^{\circ }+\alpha )+{\hat {XZY}}=360^{\circ }}
e quindi:
{\displaystyle {\hat {XZY}}=60^{\circ }.}
Allo stesso modo si trova che anche gli altri due angoli del triangolo {\displaystyle XYZ} hanno un valore di {\displaystyle 60^{\circ }} e quindi che il triangolo {\displaystyle XYZ} è un triangolo equilatero.

## Lato e area
Il primo triangolo di Morley ha lati di lunghezza pari a:
{\displaystyle a^{\prime }=b^{\prime }=c^{\prime }=8R\sin(A/3)\sin(B/3)\sin(C/3),\,}
dove R è il circumraggio del triangolo di partenza e {\displaystyle {\hat {A}},{\hat {B}}}  e {\displaystyle {\hat {C}}} sono gli angoli di tale triangolo. Poiché l'area di un triangolo equilatero è espressa dalla formula {\displaystyle {\tfrac {\sqrt {3}}{4}}a'^{2},} l'area del triangolo di Morley può essere espressa come:
{\displaystyle {\text{Area}}=16{\sqrt {3}}R^{2}\sin ^{2}(A/3)\sin ^{2}(B/3)\sin ^{2}(C/3).}

## Triangoli di Morley

Questa figura mostra i 18 triangoli di Morley di un dato triangolo ABC. Le sei coppie di trisecanti presenti ai tre angoli del triangolo sono disegnate e colorate in modo tale che le intersezioni di due secanti dello stesso colore identifichino 27 punti giacenti su 9 diversi segmenti, ognuno dei quali contiene 6 punti di intersezione, con tali segmenti che sono tra loro o paralleli o che formano un angolo di 60°.

Il teorema di Morley implica l'esistenza di 18 triangoli equilateri.  Il triangolo sopra descritto nel teorema, chiamato primo triangolo di Morley, ha i vertici che, in coordinate trilineari relative al triangolo ABC, sono espressi come:
A-vertice = 1 : 2 cos(C/3) : 2 cos(B/3)
B-vertice = 2 cos(C/3) : 1 : 2 cos(A/3)
C-vertice = 2 cos(B/3) : 2 cos(A/3) : 1
Un altro dei triangoli equilateri di Morley, anch'esso un triangolo centrale, chiamato secondo triangolo di Morley ha invece i vertici espressi come:
A-vertice = 1 : 2 cos(C/3 − 2π/3) : 2 cos(B/3 − 2π/3)
B-vertice = 2 cos(C/3 − 2π/3) : 1 : 2 cos(A/3 − 2π/3)
C-vertice = 2 cos(B/3 − 2π/3) : 2 cos(A/3 − 2π/3) : 1
Il terzo dei 18 triangoli equilateri di Morley, anch'esso un triangolo centrale, chiamato terzo triangolo di Morley è dato dai seguenti vertici:
A-vertice = 1 : 2 cos(C/3 − 4π/3) : 2 cos(B/3 − 4π/3)
B-vertice = 2 cos(C/3 − 4π/3) : 1 : 2 cos(A/3 − 4π/3)
C-vertice = 2 cos(B/3 − 4π/3) : 2 cos(A/3 − 4π/3) : 1
I tre triangoli sopra descritti formano tra loro coppie omotetiche. Un altro triangolo a loro omotetico è formato da tre punti X presenti sulla circumcirconferenza del triangolo ABC e tali per cui la linea XX −1 è tangente al circumcerchio, dove X −1 denota il coniugato isogonale di X.  Tale triangolo equilatero, chiamato triangolo circumtangenziale, ha i seguenti vertici:
A-vertice = csc(C/3 − B/3) : csc(B/3 + 2C/3) : −csc(C/3 + 2B/3)
B-vertice = −csc(A/3 + 2C/3) : csc(A/3 − C/3) : csc(C/3 + 2A/3)
C-vertice = csc(A/3 + 2B/3) : −csc(B/3 + 2A/3) : csc(B/3 − A/3)
Un quinto triangolo equilatero, anch'esso omotetico agli altri, si ottiene ruotando il triangolo circumtangenziale di ?/6 attorno al suo centro. Chiamato triangolo circumnormale, i suoi vertici possono essere espressi come:
A-vertice = sec(C/3 − B/3) : −sec(B/3 + 2C/3) : −sec(C/3 + 2B/3)
B-vertice = −sec(A/3 + 2C/3) : sec(A/3 − C/3) : −sec(C/3 + 2A/3)
C-vertice = −sec(A/3 + 2B/3) : −sec(B/3 + 2A/3) : sec(B/3 − A/3)
Attraverso un'operazione chiamata "extraversione" si può ottenere ognuno dei 18 triangoli di Morley da ognuno degli altri 18. Inoltre, ogni triangolo può essere "extravertito" in tre diversi modi, e i 18 triangoli di Morley assieme alle 27 coppie di triangoli extravertiti, formati i 18 vertici e le 27 facce di un grafo di Pappo.

## Centri dei triangoli
Il baricentro del primo triangolo di Morley in coordinate trilineari è espresso come:
Centro di Morley = X(356) = cos(A/3) + 2 cos(B/3)cos(C/3) : cos(B/3) + 2 cos(C/3)cos(A/3) : cos(C/3) + 2 cos(A/3)cos(B/3).
Il primo triangolo di Morley è omologo al triangolo ABC: le linee che connettono un vertice del triangolo di partenza con il vertice opposto del triangolo di Morley si incontrano nel punto:
Primo centro di Morley–Taylor–Marr  = X(357) = sec(A/3) : sec(B/3) : sec(C/3).